# Northern Chaos Gods
 (avril 2019).
Albums de Immortal
All Shall Fall
(2009)
Northern Chaos Gods est le nom du neuvième album studio du groupe de black metal norvégien Immortal, sorti le 6 juillet 2018, soit près de neuf ans après leur précédent opus, All Shall Fall.

## L'album
Enregistré en duo par le chanteur-guitariste Demonaz (Harald Nævdal) et le batteur Horgh (Reidar Horghagen), il s'agit du premier album depuis 1997 où joue Demonaz, qui pendant des années souffrait de tendinite. Une opération du bras en 2015 lui a permis de reprendre le travail en studio. C'est également le premier album du groupe où le chanteur-bassiste Abbath est absent. 
L'album connait un succès auprès de la critique, le magazine Rolling Stone le faisant figurer en place 7 parmi les meilleurs albums de metal de 2018.

## Composition du groupe
- Chant / guitare: Demonaz Doom Occulta
- Batterie: Horgh
- Basse, mix et production : Peter Tägtgren

## Track listing
| 1.    | Northern Chaos Gods  | 4:25 |
| 2.    | Into Battle Ride     | 3:50 |
| 3.    | Gates to Blashyrkh   | 4:38 |
| 4.    | Grim and Dark        | 5:27 |
| 5.    | Called to Ice        | 5:06 |
| 6.    | Where Mountains Rise | 5:51 |
| 7.    | Blacker of Worlds    | 3:43 |
| 8.    | Mighty Ravendark     | 9:14 |
| 42:14 |                      |      |

## Classements
| Classement (2018)                  | Meilleure position |
| ---------------------------------- | ------------------ |
| Autriche (Ö3 Austria Top 40)       | 17                 |
| Belgique (Flandre Ultratop)        | 39                 |
| Belgique (Wallonie Ultratop)       | 57                 |
| Finlande (Suomen virallinen lista) | 17                 |
| Allemagne (Media Control AG)       | 2                  |
| Hongrie (Mahasz)                   | 33                 |
| Norvège (VG-lista)                 | 16                 |
| Écosse (OCC)                       | 44                 |
| Suisse (Schweizer Hitparade)       | 9                  |